# تاكايوكي أوكازاكي
تاكايوكي أوكازاكي (باليابانية: 岡崎高之؛ بالكانا: おかざき たかゆき) هو منافس ألعاب قوى ياباني، ولد في 28 مارس 1940 في تشيبا في اليابان.

## وصلات خارجية
- تاكايوكي أوكازاكي على موقع الاتحاد الدولي لألعاب القوى (الإنجليزية)
- تاكايوكي أوكازاكي على موقع أوليمبيديا (الإنجليزية)